# 民主進步黨駐美國代表處
民主進步黨駐美代表處是台灣民主進步黨在美國首都華盛頓特區國會山莊與白宮間的賓夕法尼亞大道上的派駐組織，1995年設立。代表處首長為主任，聘用3人，辦公空間約3坪大。現任駐美代表由蕭舜文兼任。

## 歷史
1995年，民進黨為加強和美方的聯繫而設立該代表處。2000年，民進黨執政後為避免與駐美國臺北經濟文化代表處疊床架屋，故撤除黨駐美代表的設置。2011年，蔡英文時為民進黨主席暨總統候選人。她訪美時與白宮國家安全會議官員丹尼爾·羅素等人會面。會後金融時報引述美方高層之語，稱他們質疑蔡英文的能力維繫兩岸和平。為讓美方更了解民進黨、避免「金融時報」事件重演，民進黨於2013年6月14日重啟駐美代表處。

## 歷任代表
主任
- 張旭成：1995年－1998年
- 邱義仁：1999年
- 賴怡忠：1999年－2000年（撤除代表處）
- 吳釗燮：2013年6月14日－2016年5月20日（恢復設置，政策會執行長兼任）
- 彭光理：2016年5月20日－2024年5月31日（義大利裔美國人，2002年至2012年即為民進黨在美國華盛頓聯繫人）[3][5]
- 蕭舜文：2024年6月1日－現任[6]

執行長→副主任
- 蕭美琴：1995年－1996年（執行長）
- 吳迪：2021年1月6日－現任[7]